# Gregor Brück
Gregor Brück, född 1485 i Brück, Kurfurstendömet Sachsen, död 15 februari 1557 i Jena, var en tysk statsman.
Efter juridiska studier blev Brück kurfurstarna Fredrik den vises, Johan den ståndaktiges och John Fredrik den ädelmodiges kansler och deltog kraftigt i arbetet på reformationen. Brück medverkade vid slutredigeringen av Augsburgska bekännelsen och författade ett förord till densamma samt var flitigt verksam inom Schmalkaldiska förbundet. Efter Johan Fredriks nederlag vid Mühlberg 1547 vistades Brück i Jena.